# Intuición lógica
La intuición lógica, o la intuición matemática o la intuición racional, es el conjunto de previsión o anticipación instintiva, conocimiento y sabiduría a menudo asociados con la capacidad de percibir la verdad lógica o matemática, y la capacidad de resolver desafíos matemáticos de manera eficiente.
Los seres humanos aplican la intuición lógica para probar teoremas matemáticos, validar argumentos lógicos, desarrollar algoritmos y heurísticas, y en contextos relacionados donde se involucran desafíos matemáticos. La capacidad de reconocer la verdad lógica o matemática e identificar métodos viables puede variar de persona a persona, e incluso puede ser el resultado del conocimiento y la experiencia, que están sujetos al cultivo. Dicha habilidad puede no ser realizable en un programa de computadora por otros medios que no sean la programación genética o la programación evolutiva.

## Historia
Platón y Aristóteles consideraban la intuición como un medio para percibir ideas, lo suficientemente significativo como para que, para Aristóteles, la intuición comprendiera el único medio para conocer principios que no están sujetos a discusión.
Henri Poincaré distinguió la intuición lógica de otras formas de intuición. En su libro El valor de la ciencia, señala que:

.....[H]ay muchas clases de intuición. He dicho cuánto difiere la intuición del número puro, de donde procede la rigurosa inducción matemática, de la intuición sensible, a la que contribuye principalmente la imaginación, propiamente dicha.

El pasaje continúa asignando dos roles a la intuición lógica: permitirle elegir qué ruta seguir en la búsqueda de la verdad científica y permitirle comprender los desarrollos lógicos.
Bertrand Russell, aunque crítico con el Misticismo intuitivo, señaló que el grado en que una verdad es evidente según la intuición lógica puede variar de una situación a otra, y afirmó que algunas verdades evidentes son prácticamente infalibles :

Cuando se ha admitido un cierto número de principios lógicos, el resto puede deducirse de ellos; pero las proposiciones deducidas son a menudo tan evidentes como las que se asumieron sin prueba.  Además, toda la aritmética puede deducirse de los principios generales de la lógica, pero las proposiciones aritméticas simples, como "dos y dos son cuatro", son tan evidentes como los principios de la lógica.

Kurt Gödel demostró con base en sus teoremas de incompletitud que el cálculo proposicional basado en la intuición no puede ser valorado finitamente. Gödel también comparó la intuición lógica con la percepción sensorial y consideró que las construcciones matemáticas que los humanos perciben tienen una existencia independiente propia. Bajo esta línea de razonamiento, la capacidad de la mente humana para sentir tales construcciones abstractas puede no ser finitamente implementable.

## Discusión
El desacuerdo con respecto al valor de la intuición en un contexto lógico o matemático a menudo puede depender de la amplitud de la definición de intuición y el fundamento psicológico de la palabra. El desacuerdo con respecto a las implicaciones de la intuición lógica en los campos de la inteligencia artificial y la computación cognitiva puede depender de manera similar de las definiciones. Sin embargo, la similitud entre la naturaleza potencialmente infinita de la intuición lógica planteada por Gödel y el problema difícil de la conciencia planteado por David Chalmers sugiere que los reinos del conocimiento intuitivo y la conciencia experiencial pueden tener aspectos que no son reducibles a los conceptos de la física clásica.